# Kyung Hee Universiteit
De Kyung Hee Universiteit (Koreaans: 경희대학교) is een private Zuid-Koreaanse universiteit met campussen in zowel Seoel als Suwon. De Universiteit werd opgericht in 1949 en is onderdeel van het Kyung Hee University System, dat onderwijs biedt van kleuterschool tot universiteit.
De campus in Seoel heeft een bijna exacte kopie van de Kathedraal van Sint-Michiel en Sint-Goedele in Brussel. Het is geen kerkgebouw maar een auditorium met 4500 zitplaatsen, het grootste van Zuid-Korea.
In de QS World University Rankings van 2020 staat de Kyung Hee Universiteit wereldwijd op een 247ste plaats, waarmee het de 8ste Zuid-Koreaanse universiteit op de ranglijst is.